# ADN-polymérase lambda

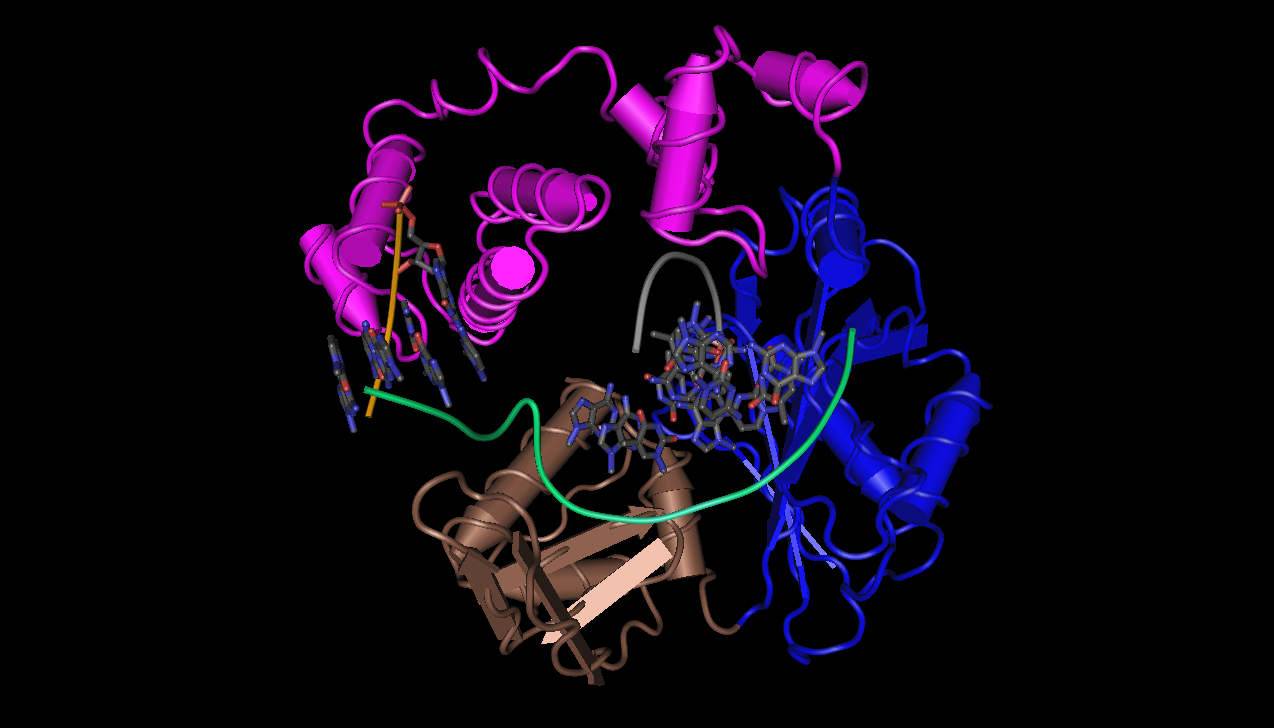
Structure d'une ADN polymérase λ humaine cristallisée.

L'ADN-polymérase λ (Pol λ) est une enzyme qui, chez l'humain, est codée par le gène POLLA.
La Pol λ est une ADN-polymérase de la famille X. On pense qu'elle intervient pour polymériser les désoxyribonucléotides manquants lors d'une réparation de l'ADN par jonction d'extrémités non homologues en cas de rupture bicaténaire,. L'étude par cristallographie aux rayons X de sa structure cristallisée montre que, contrairement aux ADN-polymérases impliquées dans la réplication de l'ADN, la Pol λ établit des contacts étroits avec le groupe phosphate 5’ du brin d'ADN aval. Ceci permet de stabiliser les deux extrémités d'une rupture bicaténaire et explique que cette polymérase est particulièrement adaptée à la réparation de l'ADN par jonction d'extrémités non homologues.
La Pol λ peut également assurer un rôle de réparation par excision de base en suppléant une déficience d'ADN-polymérase β,.
On a pu montrer que la Pol λ interagit avec le PCNA.